# Ronde van Groningen
De Ronde van Groningen is een eendaagse wielerwedstrijd die sinds 1979 wordt verreden in de provincie Groningen. De wedstrijd vindt jaarlijks plaats in maart en vormt daarmee een van de openingskoersen van het nationale wielerseizoen. De ronde wordt georganiseerd door de Noordelijke Wielervereniging Groningen (NWVG). 
De eerste editie werd gewonnen door Egbert Koersen, de meest recente editie in 2018 kwam op naam te staan van Rick Ottema.